# PPS.tv
PPS.tv (PPStream) est un logiciel de streaming vidéo peer-to-peer chinois.
La majorité des chaînes diffusées sont originaires d'Asie de l'Est, particulièrement de Chine continentale, du Japon, de Hong Kong, de Taiwan et de Singapour. Les programmes vont des films chinois aux anime japonais, en passant par le sport et les émissions et films américains populaires. Les utilisateurs cibles étant de Chine continentale, il n'existe pas de version officielle en anglais.
PPStream a 8,9 % de parts de marché en Chine au 3e trimestre 2010, ce qui le place en troisième position derrière Youku et Tudou.